# La seconda guerra civile americana
La seconda guerra civile americana (The Second Civil War) è un film per la televisione del 1997 diretto da Joe Dante.
Il film TV è una satira della società e del sistema politico statunitense di fronte al problema dell'immigrazione e dell'integrazione delle minoranze etniche. Vi si racconta in chiave cinica e grottesca lo scaturire e l'evolversi di una immaginaria seconda guerra di secessione americana, provocata da una crisi molto mal gestita tra lo stato dell'Idaho e il governo degli Stati Uniti.
Il prodotto, nato inizialmente per il canale via cavo HBO, è poi stato distribuito nelle sale cinematografiche di diversi paesi europei. Grazie a questo film Beau Bridges vinse il premio come migliore attore non protagonista in una miniserie o film per la televisione ai Premi Emmy 1997 per la sua interpretazione del governatore dell'Idaho.
In Italia è uscito al cinema venerdì 9 dicembre 1997 distribuito dalla Mikado Film.

## Trama
In un prossimo futuro gli Stati Uniti sono una società multietnica, meta di profughi ed immigrati da ogni parte del mondo, con conseguenze un tempo inimmaginabili. Il Rhode Island, ad esempio, è diventato uno stato a maggioranza cinese per la massiccia immigrazione provocata da una terribile carestia in Cina; Los Angeles, divisa tra neri ed ispanici, ha un sindaco di lingua spagnola; lo Stato dell'Alabama ha un governatore dall'India; il Texas e la città di Las Vegas sono ormai a maggioranza ispanica.
A seguito di una guerra indo-pakistana, la città di Karachi viene bombardata nuclearmente. Ad un anno dalle elezioni, il presidente degli Stati Uniti si offre di accogliere parte dei profughi sul suolo americano, onde raccogliere voti dalla comunità pakistana immigrata. Il primo aereo passeggeri carico di orfani del Pakistan sarebbe destinato allo Stato dell'Idaho, ma il suo governatore decide di chiudere i propri confini, rifiutandosi di accogliere qualsiasi gruppo di profughi, affermando di voler difendere la "vera identità del popolo americano". L'uomo tiene in realtà ai voti dalle comunità isolazioniste e nazionaliste, determinanti nell'Idaho, stato di poche centinaia di migliaia di abitanti.
Benché il governatore avesse fatto questa dichiarazione solo a scopo dimostrativo, la vicenda assume una eco clamorosa a causa del massiccio intervento della rete televisiva via cavo "NN" (una parodia della CNN). Il cinico direttore televisivo lavora per ottenere il massimo effetto mediatico dall'arrivo dei profughi, spingendo il Presidente a prendere una posizione contro il governatore dell'Idaho: d'accordo con i suoi consiglieri, il Presidente dà quindi al governatore un ultimatum di 72 ore - ridotto poi a 67 ore e mezzo, per non interferire con l'ultimo episodio di una seguitissima soap opera.
Nel frattempo, lo staff della NN scopre che il Pentagono sta iniziando i preparativi per l'invio di unità militari nella zona di confine con l'Idaho. Il direttore decide di pubblicare la notizia, contribuendo ad alzare la tensione, e inducendo il Governatore dell'Idaho, che ha appena ricevuto l'ultimatum, ad armare la propria Guardia Nazionale e disporla a protezione delle frontiere. La dirigenza della NN, sempre nel tentativo di speculare sulla situazione di crisi, decide di inviare gli orfani pakistani proprio nella zona militarmente più "calda" del confine, in modo da creare una situazione patetica e garantirsi maggiori ascolti. In questo, la rete televisiva è aiutata dall'organizzazione non governativa che ha la custodia dei bambini, desiderosa di farsi pubblicità.
Le truppe dell'Idaho e degli Stati Uniti che si posizionano lungo i due lati del confine sono comandate da due esperti ufficiali (un colonnello e un generale, rispettivamente) che soffrono di una forte rivalità personale, risalente all'invasione del Kuwait durante la prima guerra del Golfo.
Sia il presidente che il governatore dell'Idaho non sembrano rendersi pienamente conto che la situazione sta sfuggendo loro di mano. Il governatore è assorbito dalla sua tormentata storia d'amore con Christina, una giornalista della NN di origine messicana, indispettita per la chiusura delle frontiere agli immigrati e per la mancata promessa del governatore di lasciare la moglie, relegandola al ruolo di amante. Christina vorrebbe abbandonare l'Idaho, andando a commentare la costante immigrazione di messicani alla frontiera meridionale del paese, ma il direttore della NN la costringe a rimanere dove si trova, alimentando ulteriormente i patemi d'amore del Governatore.
Mentre nuove truppe affluiscono al confine e l'Idaho inizia ad addestrare una milizia civile, anche gli altri Stati dell'Unione iniziano ad essere influenzati dalla crisi, e incidenti scoppiano un po' ovunque. La California offre il proprio appoggio al Presidente, salvo poi trovarsi invischiata in una serie di disordini tra la comunità ispanica (favorevole all'apertura delle frontiere) e quella afroamericana (contraria). Anche l'Alabama garantisce appoggio al presidente, dietro la concessione di 1000 ettari di terreno federale per la costruzione di templi indù. La comunità ispanica del Texas distrugge i resti di Forte Alamo, proclamando la totale apertura delle frontiere con il Messico. Una comunità di Sioux, posta proprio sulla frontiera con l'Idaho si dichiara neutrale e impedisce l'attraversamento alle truppe degli Stati Uniti (incluso il convoglio con i bambini orfani); il Presidente riapre il passaggio, offrendo ai Sioux i permessi per la costruzione di un casinò presso Little Big Horn.
Mentre il governatore dell'Idaho si lascia andare in televisione a velleitarie ipotesi di secessione in attesa della scadenza dell'ultimatum, i reporter della NN scoprono che la Guardia Nazionale di quello stato sta ricevendo rinforzi anche da altri stati, come il Montana e il Wyoming. Una volta resa pubblica la notizia, si scopre che in tutto altri dieci Stati dell'Unione sono dalla parte dell'Idaho, incluso il Rhode Island a maggioranza cinese, il cui governatore (anch'egli cinese) dichiara pubblicamente di voler chiudere le frontiere perché non è più in grado di gestire il continuo flusso di immigrati dalla Cina. Un gruppo di terroristi a favore della chiusura delle frontiere fa esplodere nottetempo la Statua della Libertà, per sottolineare il fatto che gli Stati Uniti non sono più una nazione aperta all'immigrazione.
La situazione precipita quando il convoglio degli orfani tenta invano di oltrepassare la frontiera con l'Idaho. Inoltre, la notte precedente la scadenza dell'ultimatum scoppia una rivolta fra i soldati del governo: la rivolta viene sedata con spargimento di sangue, e viene ripresa in diretta dalle telecamere di NN, che mostrano al pubblico le fucilazioni dei soldati ribelli pro Idaho.
Contemporaneamente, il governatore dell'Idaho riesce a rappacificarsi con Christina con cui passa una notte d'amore che dissipa i pensieri che avevano monopolizzato la sua attenzione negli ultimi giorni. Il Governatore realizza quindi l'estrema gravità della situazione che si è creata e annuncia a Christina l'intenzione di dimettersi dalla sua carica in un discorso che terrà pubblicamente un'ora prima della scadenza dell'ultimatum, ponendo così termine alla crisi e aprendo la nomina per la sua successione. La giornalista diffonde la notizia in via ufficiosa tra i suoi colleghi della NN.
Tragicamente, prima dell'ora convenuta per il discorso, la voce raggiunge le orecchie del lobbista Buchan, che nella concitazione del momento scambia "successione" con "secessione" e riferisce quello che ha capito al presidente.
Il presidente, nonostante manchino più di due ore allo scadere dell'ultimatum, ordina al generale USA di attaccare il confine con l'Idaho, provocando l'inizio della seconda guerra civile americana. La troupe della NN inizia le riprese sul campo di battaglia, e uno dei reporter è tra i primi a morire. Ore dopo, Jack Buchan riceve notizie corrette sulle vere intenzioni del governatore dell'Idaho ma, d'accordo con i suoi, decide con imbarazzo di tenere nascoste queste notizie al presidente, per evitare di "confonderlo", ora che ha intrapreso la via dell'azione.
Il film si conclude con il direttore della NN che osserva le riprese della guerra in atto e si lamenta con i suoi collaboratori del fatto che manchi il logo della rete sulle riprese. Mentre scorrono i titoli di coda la voce di un'annunciatrice della NN riferisce che dopo una settimana di scontri è stata stabilita una tregua e i confini degli Stati sono stati riportati allo status quo originale. Il Presidente si è dimesso e l'ultima puntata della soap opera Figli, figli miei, rimandata dallo scoppio della guerra e da poco trasmessa, ha ottenuto un massimo di ascolti in tutto il paese.

## Distribuzione
Nella stagione cinematografica 1997-1998 il film è stato distribuito anche in Francia, Italia, Paesi Bassi e Portogallo. Il DVD è stato prodotto nel 2005.